# سد شاهي
سد شاهي أو سد شش طراز هو سد تاريخي يعود إلى قرن 7 هـ، ويقع في مقاطعة كوهسرخ، 9/5 كيلومترات جنوب غرب قرية كريز. وتم تسجيل هذا السد في 24 أكتوبر 2003 مع رقم تسجيل 10458 باعتباره أحد التراث الوطني الإيراني.